# Mežas-Mate Chasma
Il Mežas-Mate Chasma è una struttura geologica della superficie di Venere.